# Word of Mouth (The Kinks)
Word of Mouth è il ventesimo album in studio del gruppo musicale rock britannico The Kinks, pubblicato nel 1984.

## Tracce
Lato 1
1. Do It Again – 4:14
2. Word of Mouth – 3:51
3. Good Day – 4:35
4. Living on a Thin Line – 4:16
5. Sold Me Out – 3:44

Lato 2
1. Massive Reductions – 3:15
2. Guilty – 4:12
3. Too Hot – 4:08
4. Missing Persons – 2:53
5. Summer's Gone – 3:52
6. Going Solo – 3:58

## Formazione
- Ray Davies - voce, chitarra, tastiere, armonica
- Dave Davies - chitarra, voce
- Jim Rodford - basso, cori
- Mick Avory - batteria
- Bob Henrit - batteria
- Ian Gibbons - tastiere, cori